# Elasmus syngamiae
Elasmus syngamiae är en stekelart som beskrevs av Jean Risbec 1951. Elasmus syngamiae ingår i släktet Elasmus och familjen finglanssteklar.
Artens utbredningsområde är Senegal. Inga underarter finns listade i Catalogue of Life.